# بنية عروض ويندوز

الهيكل التنظيمي لإطار عمل دوت نت 3.0 وبنية عروض ويندوز جزء منه

بنية عروض ويندوز (بالإنجليزية: Windows Presentation Foundation واختصاراً WPF)‏ هي تقنية رسومية طورتها شركة ميكروسوفت لتستخدم في تصيير واجهات الاستخدام للتطبيقات المعتمدة على نظام النوافذ (ويندوز). في البداية كانت هذه التقنية تسمى «أفالون Avalon»، وقد أطلقت التقنية لأول مرة مع الإصدار رقم 3.0 من إطار عمل دوت نت. وتعتمد هذه التقنية على تصيير واجهة الاستخدام بالاعتماد على دايركت إكس بدلا من واجهة أجهزة الرسوميات GDI القديمة.
تأتي المكتبات اللازمة لتشغيل تطبيقات بنية عروض ويندوز افتراضياً مع إصدارات نظام ويندوز بداية من ويندوز فيستا، كما يمكن تثبيتها على أنظمة ويندوز إكس بي مع حزمة الخدمات الثانية أو الثالثة أو على ويندوز الخوادم 2003.

## التطور
حتى 2011، قامت ميكروسوفت بإصدار 4 إصدارات رئيسية من بنية عروض ويندوز: WPF 3.0 (نوفمبر 2006)، WPF 3.5 (نوفمبر 2007)، WPF 3.5sp1 (أغسطس 2008)، وWPF 4 (إبريل 2010).
واعتمدت ميكروسوفت على التقنية الجديدة في بناء تطبيقات نظام ويندوز بإصداراتها الأخيرة ومنها بيئتي التطوير المستخدمتان في بناء وتصميم تطبيقات بنية عروض ويندوز وتقنيات ميكروسوفت الأخرى: فيجوال ستوديو وإكسبرشن ستوديو.

## لغة الرقم القابلة للامتداد للتطبيقات
تهدف بنية عروض ويندوز إلى فصل واجهة الاستخدام عن منطق عمل البرنامج Business Logic. ولأداء ذلك تستخدم بنية عروض ويندوز لغة ترميز مشتقة من لغة الرقم القابلة للامتداد XML، وهي لغة الرقم القابلة للامتداد للتطبيقات XAML. وتستخدم هذه اللغة في تعريف وربط عناصر واجهة الاستخدام (بشكل أشبه بتقنيات تصميم صفحات الويب).
يمكن لتطبيقات بنية عروض ويندوز أن تعمل كتطبيقات مستقلة بذاتها أو أن تعمل كتطبيقات ضمن المتصفح من مواقع الويب حيث يطلق على التطبيقات في هذه الحالة «تطبيق متصفح» أوXaml Browser APplication (اختصارا XBAP).

## سيلفرلايت
سيلفرلايت هو تقنية معتمدة على بنية عروض ويندوز، ويمكن اعتبارها نسخة مصغرة منها، ولكنه تقنية موجهة إلى الويب، ويستخدم في بناء تطبيقات الإنترنت الغنية، حيث يمكن مقارنته بأدوبي فلاش. لا يدعم سيلفرلايت تصيير الرسوميات ثلاثية الأبعاد، بينما تدعم تطبيقات بنية عروض ويندوز المدمجة في المتصفح ذلك، إلا أنه من المتوقع إضافة دعم الرسوميات ثلاثية الأبعاد في الإصدار 5 من سيلفرلايت المقرر صدوره في 2011.
تتشابه كلا التقنيتين في استخدام لغة XAML وكذلك في أن كلاهما تقنية تعمل على جانب العميل Client Side.

## وصلات خارجية
- موقع بنية عروض ويندوز نسخة محفوظة 15 أغسطس 2009 على موقع واي باك مشين.
- صفحة بنية عروض ويندوز على شبكة مطوري ميكروسوفت